# Séjour de Mazaris dans l'Hadès
Le Séjour de Mazaris dans l'Hadès, ou Informations recueillies auprès de quelques morts sur certaines personnalités de la cour impériale (en grec Ἐπιδημία Μάζαρι ἐν Ἅιδου, ἢ Πεῦσις νεκύων ἐνίων περί τινων τῶν ἐς τὰ βασίλεια συναναστρεφομένων) est une œuvre satirique de la littérature byzantine tardive, inspirée de Lucien, composée entre janvier 1414 et octobre 1415.
L'auteur n'est pas sûrement identifié : on signale au tournant du XIVe  et du XVe siècle un Manuel Mazaris, par ailleurs hymnographe, et un Maxime Mazaris, grammairien et moine, mais ce sont deux personnages sur lesquels on sait de toute façon très peu de choses.

## Contenu
Le texte est formé de deux parties artificiellement jointes. La première partie, composée entre janvier et juillet 1414, est un récit burlesque à la première personne : le narrateur raconte qu'il est tombé malade pendant une épidémie à Constantinople et qu'il s'est retrouvé dans l'Hadès. Il y rencontre immédiatement feu le secrétaire impérial Manuel Holobolos, rhéteur et médecin, qui avait accompagné l'empereur Manuel II dans son voyage en Occident (1400-1403). Celui-ci commence par lui conseiller, au cas où il retournerait sur terre, d'émigrer en Morée, pays où il fait bon vivre et où on peut faire fortune. Il raconte ensuite sa propre carrière, d'abord son ascension fulgurante, ensuite sa disgrâce et sa chute. Il en vient à critiquer violemment son prédécesseur dans ses fonctions, un nommé Padiatès, qui surgit soudain de derrière un buisson, d'où il épiait la discussion. Une dispute s'ensuit alors entre les deux morts (Padiatès finit par fracasser le crâne d'Holobolos avec sa canne). Peu après surgit un autre médecin du nom de Pépagoménos, présenté comme un empoisonneur qui a fini par s'empoisonner lui-même, puis toute une série d'anciens dignitaires de la cour impériale, occasion pour l'auteur d'attaques de plus ou moins bon goût contre eux et leurs proches vivants ou morts. Le narrateur est également interrogé sur les affaires présentes de Constantinople, et finalement Holobolos lui conseille de quitter l'Hadès et de retourner dans le monde des vivants.
La seconde partie, composite, a été rédigée en septembre-octobre 1415. Elle comprend : 1. une conversation en rêve entre Mazaris revenu sur terre et Holobolos, où le premier maudit le second de l'avoir incité à gagner la Morée où il végète depuis quatorze mois sans aucun succès ; 2. une lettre de Mazaris à Holobolos, datée du 21 septembre 1415, où sont stigmatisées avec une verve grossière les mœurs abominables de sept groupes ethniques présents dans le Péloponnèse ; 3. une lettre d'Holobolos au médecin de cour Nicéphore Doukas Paléologue Malakès, datée du 16 octobre 1415, et la réponse de celui-ci, échange où il est surtout question des épreuves endurées par les courtisans qui ont dû suivre l'empereur Manuel II séjournant dans le Péloponnèse cette année-là. Le sujet dominant de cette seconde partie est donc le mépris qu'inspirent à l'auteur cette région et ses habitants. La satire s'achève sur une dédicace à un prince qui est sans doute le despote de Morée Théodore Paléologue, fils de l'empereur.

## Édition
Le texte est conservé dans trois manuscrits du XVe siècle : le Berol. gr. 173, considéré par les derniers éditeurs comme le meilleur, pourrait être une copie de l'original offert par l'auteur au despote Théodore Paléologue ; le Paris. gr. 2991A ; et l'Urbinat. gr. 134, qui n'est qu'un apographe du Parisinus.

### Éditions modernes
- Mazaris' Journey to Hades (Arethusa Monographs V), Department of Classics, State University of New York at Buffalo (édition réalisée dans le cadre d'un travail de séminaire, avec J. N. Barry, M. J. Share, A. Smithies, L. G. Westerink, texte grec et traduction anglaise), 1975.
- Roberto Romano (éd.), La satira bizantina dei secoli XI-XV, Turin, Unione Tipografica, coll. Classici Greci, 1999.